# كينجونجي نجومبالي مويرو
كينجونجي نجومبالي مويرو (30 مايو 1930 - 2 فبراير 2018) سياسي تنزاني مخضرم توفي في 2 فبراير 2018.
يُنظر إلى كينجونجي على أنه أحد الرفاق الذين تحملوا التضحيات من أجل استقلال تنجانيقا (تنزانيا القارية)، جمهورية تنزانيا المتحدة.
كان كينجونجي عضوًا نشطًا وزعيمًا في اتحاد تنجانيقا الأفريقي الوطني، وهو الحزب السياسي الذي قاتل وحصل على استقلال تنجانيقا في 9 ديسمبر 1961، كما كان كينجونجي من بين الشخصيات الرئيسية في عملية الانضمام إلى تانو والأفرو شيراز حزب زنجبار، ومؤسس حزب الثورة في 5 فبراير 1977.
من الناحية الأيديولوجية كان كينجونجي شيوعيًا بشغف وظل صادقًا على تلك الأيديولوجية حتى وفاته. كان كينجونجي ماركسيًا (نظرية الطبقة الماركسية)، ونتيجة لذلك لم يؤمن بالدين رغم أنه احترم جميع الأديان.
قدم كينجونجي خدمة طويلة الأمد في حكومة تنزانيا وتانو قبل حزب الثورة، وأحد رموز كينجونجي هو نموذجه لأداء اليمين دون التمسك بأي من كتب مقدس، لا الكتاب المقدس ولا القرآن. بانتظام كان كينجونجي يقسم اليمين باستخدام دستور تنزانيا لجميع المناصب الحكومية التي خدمها.